# ويليام د. والش
ويليام د. والش (بالإنجليزية: William D. Walsh)‏ هو سياسي أمريكي، ولد في 5 فبراير 1924، وتوفي في 3 أغسطس 2003. حزبياً، نشط في الحزب الجمهوري. وقد انتخب عضو مجلس نواب إلينوي.